# Achkerpi
Achkerpi (Georgisch: ახკერპი; Armeens: Աղքյորփի, Aghkjorpi) is een dorp in het zuiden van Georgië met 610 inwoners (2014). Het dorp ligt in de zuidwestelijke hoek van de Georgische gemeente Marneoeli van de regio Kvemo Kartli aan de grens met Armenië. Achkerpi ligt hemelsbreed 34 kilometer ten zuidwesten van het gemeentelijk centrum Marneoeli en 56 kilometer ten zuiden van Tbilisi. Bij Achkerpi is een grensovergang naar Armenië.

## Grensgeschil
Na het uiteenvallen van de Sovjet-Unie in 1991 is de grens tussen Armenië en Georgië voor een deel niet formeel overeengekomen en wordt daar feitelijk de grens tussen de twee voormalige sovjetrepublieken gehandhaafd. Het verloop van de grens bij Achkerpi is ontstaan als gevolg van de Armeens-Georgische Oorlog in 1918. In december 1918 werd een wapenstilstand bedongen door de geallieerden en werd een 'Neutrale Zone' ingesteld in het betwiste gebied tussen de Democratische Republiek Georgië en Democratische Republiek Armenië. De hedendaagse grens betreft de noordgrens van deze Neutrale Zone en Achkerpi bleef daarbuiten liggen in de Georgische zijde.
In het grensgebied bij Achkerpi ligt religieus-cultureel erfgoed dat door beide landen wordt geclaimd, wat tot frictie tussen de Georgische en Armeense kerken heeft geleid. In Georgië werd door sommigen geclaimd dat de Armeense autoriteiten de grens bij het Choetsjap-klooster eenzijdig hebben opgeschoven Georgisch territorium in. Dit leidde in 2005 tot een incident waarbij een Georgische cameraploeg door Armeense grenswachten onder vuur werd genomen. Sindsdien is de locatie feitelijk onder Armeense controle, en is de exacte loop van de grens onduidelijk gebleven.

## Bestuurlijke indeling
Achkerpi is het centrum van de gelijknamige dorpsgemeenschap (თემი, temi), waar de nabijgelegen dorpen Tsjanachtsji (248 inwoners) en Verchviani (4 inw.) onder vallen. Verchviani had tot 2019 de naam Oeljanovka (ულიანოვკა). Deze dorpen liggen 3 kilometer ten noordoosten en noordwesten van Achkerpi. 

## Demografie
Volgens de volkstelling van 2014 had het dorp Achkerpi 610 inwoners. Achkerpi en Tsjanachtsji zijn op enkele Georgiërs na mono-etnisch Armeens. De nederzetting Verchviani wordt door vier etnisch Georgiërs bewoond.
|                                            | 120 | 274 | 742 | 610 |
| Data: 1856-1906, Census 2002 / 2014. Noot: |     |     |     |     |

## Bezienswaardigheden
Bij Achkerpi liggen enkele religieus-culturele monumenten, waarvan een tweetal in het grensgebied met Armenië liggen, die door beide landen worden geclaimd. 
- Chorakert. Een 12e-/13e-eeuwse kerk en kloostercomplex in het Georgisch-Armeense grensgebied, ruim 2 kilometer ten zuiden van het dorp Tsjanachtsji aan de linkerzijde van de rivier Sjoelaveri. In de directe omgeving staan ook de overblijfselen van twee kleine 10e-eeuwse Georgische hallenkerken.[13][14] Chorakert is alleen vanaf Georgische zijde bereikbaar.[15]
- Choetsjap klooster (Armeens: Խուճապ, Georgisch: ხუჯაბი, Choedzjabi). Dit is een 13e-eeuws klooster met een basiliek in het Georgisch-Armeense grensgebied bij Achkerpi. De locatie wordt betwist tussen de twee landen.[14][15]
- Ruïne van Onze Lieve Vrouw kerk in Verchviani. Bij de lokale begraafplaats staat deze 17e-eeuwse kerk, waarvan nog drie muren deels overeind staan. In 2015 werd dit op de lijst van beschermd cultureel erfgoed geplaatst.[16] In hetzelfde dorp werd ook een laatmiddeleeuwse stenen boogbrug over de 10 meter diepe kloof van een lokaal beekje in 2015 tot beschermd cultureel erfgoed bepaald.[17]

## Foto's

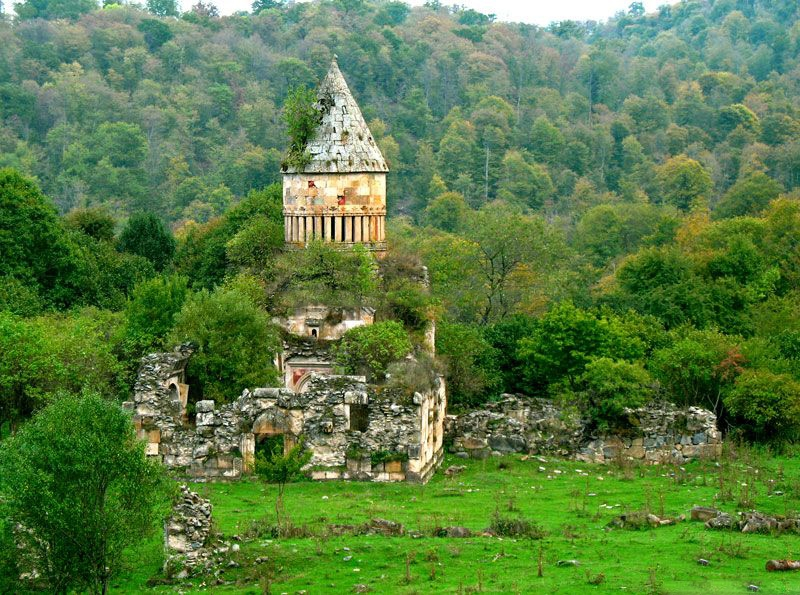
Chorakert klooster
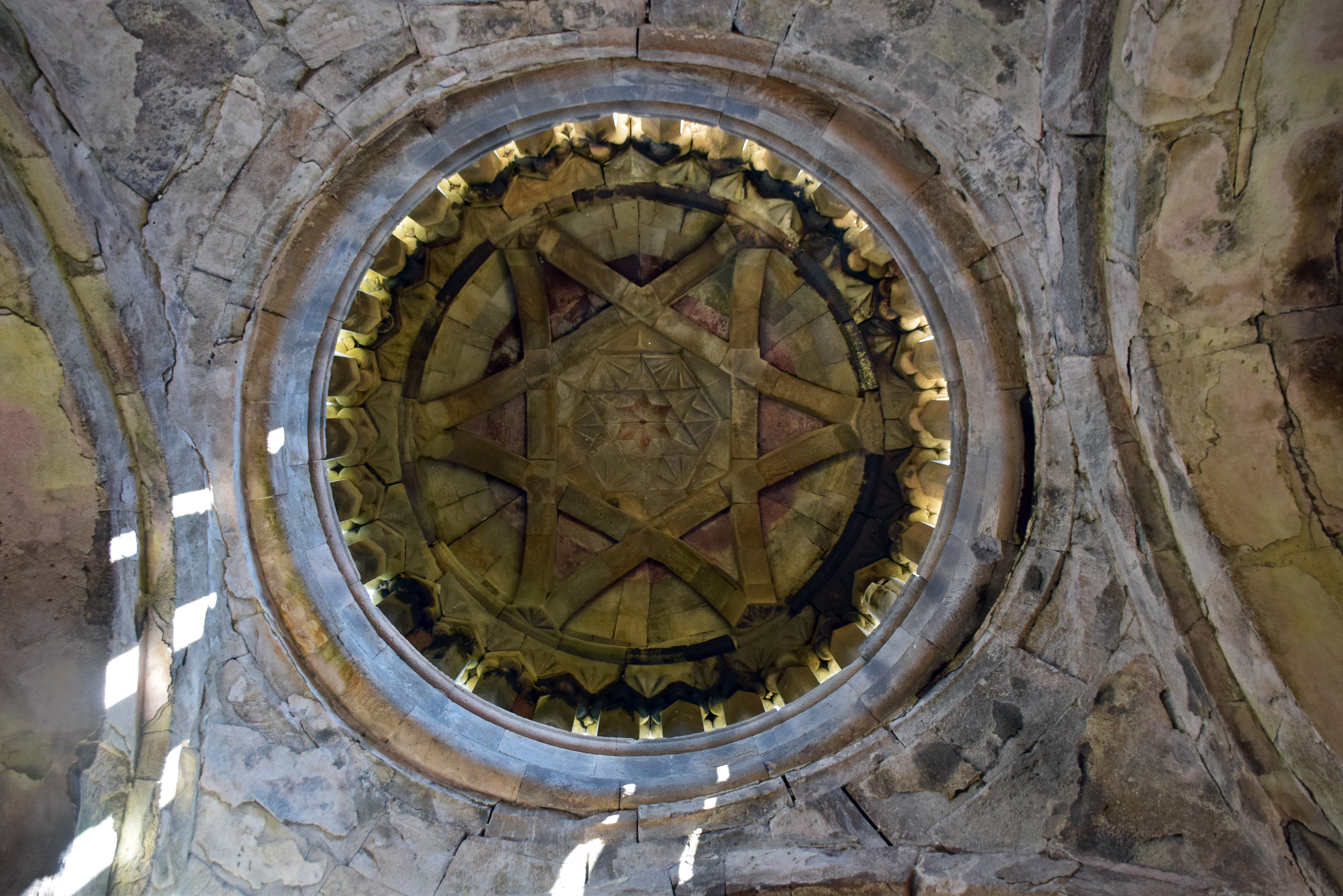
Chorakert klooster
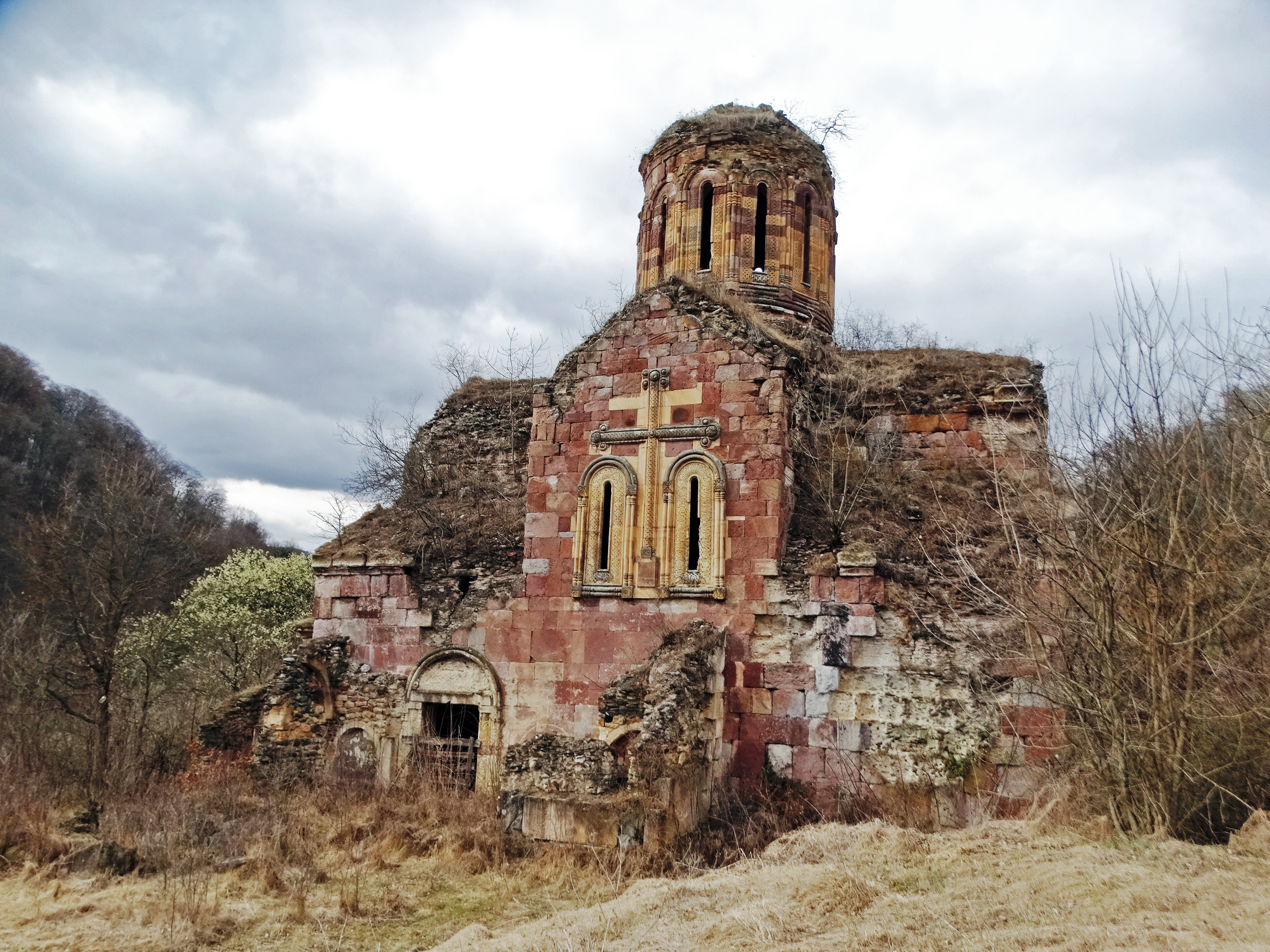
Choedzjabi klooster

## Vervoer en grensovergang
Achkerpi ligt aan het einde van de route van binnenlands belang Sh37 uit Sadachlo, de enige verbinding van het dorp met de rest van Georgië. Deze weg eindigt aan de Armeense grens en gaat daarna als H34 (Հ34) naar Privolnoje en Stepanavan. Het is de kleinste en minst gebruikte grensovergang van Georgië, met 63 arriverende (buitenlandse) reizigers in 2023.